# Velika Iza (slika)
Velika Iza je slika jugoslovenskog, srpskog i hrvatskog slikara Vlahe Bukovca, prvi put izložena 1882. godine na Svetskoj izložbi u Parizu.

## Istorijat slike
Slika nastaje pod inspiracijom tada popularnim bulevarskim romanom Aleksisa Buvijea iz 1879. godine o čuvenoj pariskoj kurtizani, koji je u nastavcima izlazio u časopisu La Monde.
Bukovac sliku završava i odnosi je pariskom profesoru Kabanelu na procenu. Nakon dobijanja negativne kritika mna račun neproporcionalnosti figure, briše prethodni lik i za novi model uzima devojku iz obližnjeg bordela. Slikar završava sliku za pet dana rada.
Eduard Mane, koji je svojim aktom Olimpija uticao na Bukovca da napusti slikanje mitoloških figura na aktu, izlaže sliku Bar u Foli Beržeru (Le Bar aux Foloies-Bergere) na pariskom Salonu zajedno sa Bukovcem, do tada nepoznatim hrvatskim slikarom. Izložena na počasnom mestu, slika je imala senzacionalan uspeh, koji je odjeknuo i u umetnikovoj domovini. slika i njen autor veličani su stihovima u dobrovačkom listu Slovinec, a šira publika ju je upoznala zahvaljujući tekstovima koji se nižu u časopisima prateći svaki Bukovčev uspeh. Pored zlatne medalje na Salonu, uspehu tada mladog slikara doprinelo je i reprodukovanje slike u vidu razglednice, rasprodate u nekoliko hiljada primeraka.
Odmah nakon otvaranja Salona, Veliku Izu kupio je nepoznati engleski kolekcionar. Bukovčev prijatelj i poštovalac Ričar Ledu uspeva da je otkupi 1913. godine. Posle njegove smrti, Leduova kolekcija je rasprodata i slika odlazi u ruke nepoznatom vlasniku. Tek 1929. godine na aukciji u hotelu Druo u Parizu, Pavle Beljanski kupuje delo pod nazivom O daliska pri toaleti. U aukciji je za potrebe kraljevske kolekcije u Beogradu učestvovao i Paja Jovanović, koji se povukao i prepustio kupovinu Beljanskom. Slika je bila u ličnom prtljagu Pavla Beljanskog po vraćanju sa izložbe u Beograd. Kasnije, 1948. godine proglašena je za kulturno dobro.
Posebnim darovnim ugovorom iz 1965. Beljanski je priključuje legatu sa idejom da se na osnovu njene vrednosti osnuje fondacija za ustanovljenu Nagradu Spomen-zbirke Pavla Beljanskog za najbolji diplomski rad iz nacionalne istorije umetnosti. Slika se od 1966. godine izlaže u autentičnom ambijentu Memorijala Pavla Beljanskog, posebnom delu stalne postavke gde predstavlja atmosferu darodavčevog stana. Tokom 2013. godine temeljno je restaurirana, prvi put od kada ju je Beljanski kupio. Restauracija je oktrila autentični deo njenog prvobitnog izgleda, do tada sakrivenog ispod slojeva tamnih boja.
Velika Iza je van Spomen-zbirke izlagana u Zagrebu u Umjetničkom paviljonu (1957), Galerija Klovićevi dvori (2010, 2018) i u Hagu u Gementemuzeumu (2009).
Nakon restauracije premijerno je predstavljena u Domu vojske Srbije u Beogradu 2013. godine, kao centralni eksponat izložbe Velika Iza Vlaha Bukovca i još jednom u okviru postavke Kolekcija Pavla Beljanskog: biseri moderne, u Umjetničkom paviljonu u Zagrebu, 2015.